# Abbeylara

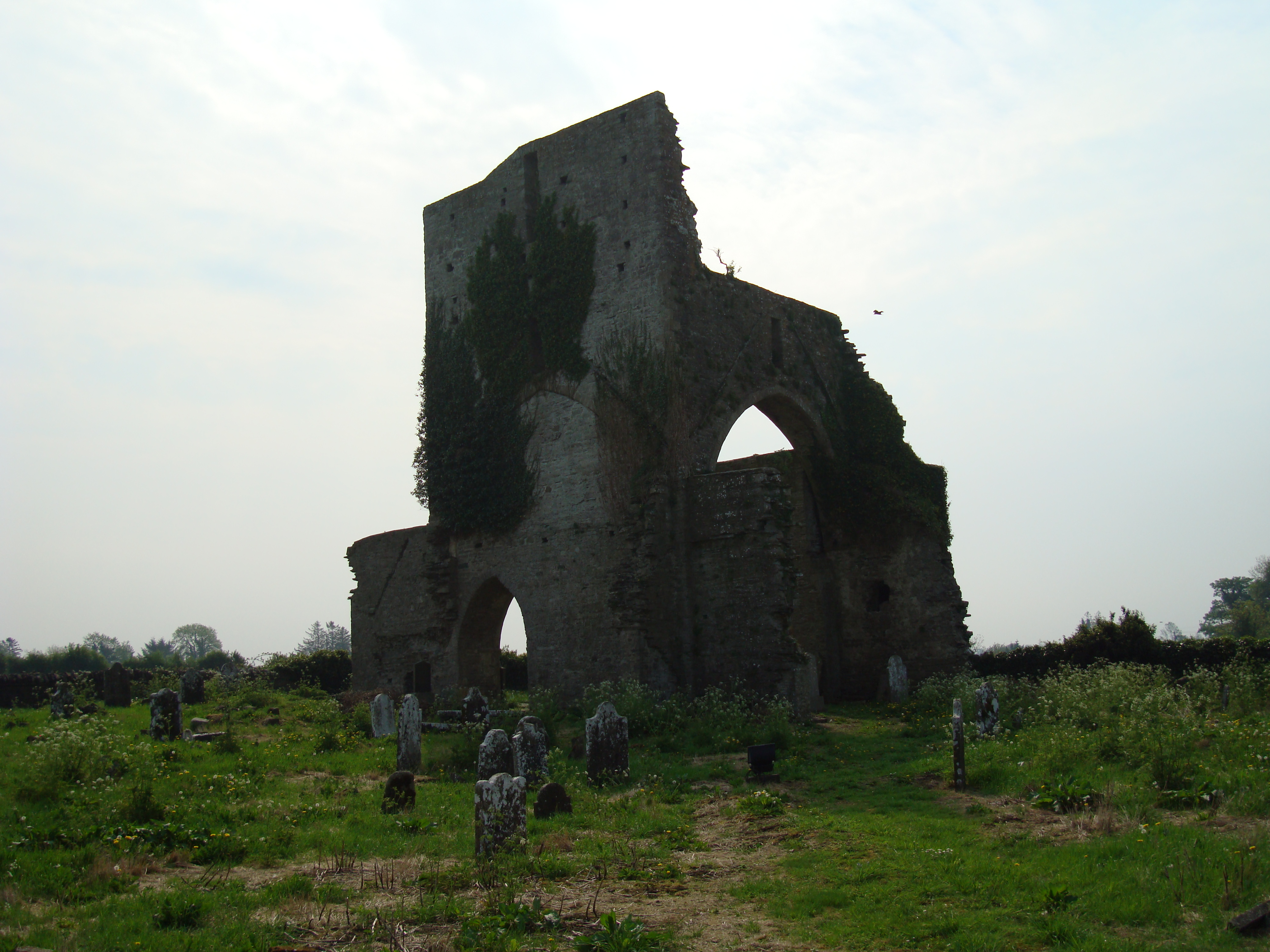
Ruiny opactwa Abbeylara

Abbeylara (irl. Mainistir Leathrátha) – wieś w hrabstwie Longford w Irlandii położone przy wschodniej części hrabstwa.